# 罗索拉
罗索拉（義大利語：Rosora），是意大利安科纳省的一个市镇。总面积9.42平方公里，人口1935人，人口密度205.4人/平方公里（2009年）。ISTAT代码为042040。